# Семхоз (остановочный пункт)
Семхо́з — остановочный пункт Ярославского направления Московской железной дороги в городе Сергиевом Посаде Сергиево-Посадского района Московской области. Находится в бывшем посёлке, ныне микрорайоне Семхоз.
Расположена в 66 километрах от Ярославского вокзала г. Москвы.
Построен не позднее 1927 г. До 1932 года носил название Блок-пост 66 км. Нынешнее название связано с тем, что в годы советской власти рядом располагались участки семенных хозяйств, от которых появилось название.
Электрификация проведена в 1933 г. Две боковые платформы. Два пути.
В 1990 году неподалёку был убит протоиерей Александр Мень.
В 2019 году платформа в сторону области была отремонтирована с установкой навесов, ограждения и укладкой плитки, турникеты отсутствуют. Одна билетная касса на платформе в сторону Москвы.
До 2002 года на платформе останавливались почти все проходящие через неё электропоезда, но позже следующие преимущественно до Александрова и Балакирева стали проходить без остановки.
Примерно в 400 метрах от платформы проходит Хотьковское шоссе, по которому следуют автобус № 55 (пос. Абрамцево — поликлиника — ст. Хотьково — ЦРБ — вещевой рынок) и часть рейсов автобуса № 388 (ст. Сергиев Посад — ст. Хотьково — ст. метро «ВДНХ»). Выход на остановку из последнего вагона при следовании поезда из Москвы и далее следует идти по Вокзальной улице.